# Calomicrus gularis
Calomicrus gularis là một loài bọ cánh cứng trong họ Chrysomelidae. Loài này được Gredler miêu tả khoa học năm 1857.